# تامر صیام
تامر صیام (عربی: تامر محمد صبحي صيام؛ زادهٔ ۲۵ نوامبر ۱۹۹۲) بازیکن فوتبال اهل دولت فلسطین است.
وی همچنین در تیم ملی فوتبال فلسطین بازی کرده‌است.